# Çelis Taflaj
Çelis Taflaj (ur. 12 marca 1998 w Szkodrze) – albański koszykarz, były członek albańskich młodzieżowych reprezentacji (U-16, U-18 i U-20) oraz reprezentacji Albanii.